# Willem Riphagen
Willem Riphagen (Batavia (Nederlands-Indië), 1 januari 1919 – 13 juli 1994) was een Nederlands jurist die ruim dertig jaar lang de juridisch adviseur van het Ministerie van Buitenlandse Zaken was.

## Levensloop
Riphagen werd geboren in Batavia, toentertijd een Nederlandse kolonie, en studeerde rechtsgeleerdheid aan de Universiteit van Amsterdam bij onder anderen George van den Bergh. Zijn studie bevatte als enige internationaalrechtelijke deel een keuzevak internationaal privaatrecht. Na zijn afstuderen op 21-jarige leeftijd werd hij in 1942, dus tijdens de Duitse bezetting, ambtenaar bij het Ministerie van Binnenlandse Zaken. Vijf jaar later, na de oorlog, stapte hij over naar Buitenlandse Zaken, waar hij de assistent werd van de nieuwe benoemde juridisch adviseur, prof. mr. J.P.A. François. Hij was onder andere nauw betrokken bij de onderhandelingen over de onafhankelijkheid van Indonesië.
In 1954 volgde Riphagen zijn chef François op als juridisch adviseur van het ministerie. In die hoedanigheid vertegenwoordigde hij Nederland in een aantal zaken voor het Internationaal Gerechtshof, te weten Guardianship of Infants (Nederland/Zweden) (1958), Sovereignty over Certain Frontier Land (België/Nederland) (1959) en de North Sea Continental Shelf Cases (Duitsland/Nederland en Denemarken) (1969). Ook was hij ad hoc rechter in de Barcelona Traction-zaak (1970). In zijn hoedanigheid van juridisch adviseur was Riphagen leider van de Nederlandse delegatie bij verscheidene belangrijke internationale conferenties, waaronder in het bijzonder alle drie de conferenties die zouden leiden tot het VN-Zeerechtverdrag — Riphagen was als een van de weinigen aanwezig bij UNCLOS I, II én III. Hij was ook twee termijnen lid van de Commissie voor Internationaal Recht (ILC) van de Verenigde Naties van 1977 tot 1985 en schreef daar als rapporteur enkele rapporten over het onderwerp van de staatsaansprakelijkheid; hij volgde als rapporteur Roberto Ago op. Op 18 februari 1955 hield Riphagen aan de Universiteit Leiden een lezing getiteld De juridische structuur der Europese Gemeenschap voor Kolen en Staal, waarin hij stelling nam inzake de juridische kwalificatie van de EGKS en stelde dat die organisatie niet radicaal anders was dan andere: er was volgens hem geen sprake van een overdracht van soevereiniteit door de staten. De lezing (later uitgegeven als een klein boek) was een van de eerste Nederlandstalige werken waarin deze vraag expliciet werd besproken.
In 1960 werd Riphagen, andermaal als opvolger van François, hoogleraar aan de Nederlandse Handelshogeschool Rotterdam. Na zijn emeritaat was hij nog betrokken bij het opzetten van de internationaalrechtelijke opleiding aan de Open Universiteit. Bij zijn afscheid als hoogleraar werd hem een liber amicorum aangeboden getiteld Realism in Law-Making.
- Bibsys: 90384726
- CiNii: DA01787356
- Gemeinsame Normdatei: 138560471
- International Standard Name Identifier: 0000 0000 6602 5017
- Library of Congress Control Number: n85308656
- Nationale Bibliotheek van Israël: 987007459557205171
- Nederlandse Thesaurus van Auteursnamen: 072171995
- Réseau des bibliothèques de Suisse occidentale: 02-A003748286
- Système universitaire de documentation: 159503817
- Trove: 1167090
- Virtual International Authority File: 90839581